# 학교 3 (드라마)
《학교 3》은 대한민국의 KBS에서 2000년 3월 5일부터 2001년 4월 1일까지 방영한 청소년 드라마이다.
시즌 2가 단막극 형식으로 꾸며졌던 데 비해, 시즌 3는 한 주제를 3~4부작으로 된 미니시리즈 형식으로 이루어진 교육 드라마로 기획하였다.

## 줄거리
베벌리 힐스(비버리)라 불리는 고급 단독 주택가, 중산층이 사는 아파트 단지, 아직 개발이 덜 된 주택가 등 이렇게 세 계층에서 사는 아이들이 한 교실에서 뒤섞여 생활한다. 고등학생조차 계층별로 무리지어 다니는 현상을 부각시키면서, 학교붕괴·왕따·학교 폭력 등의 뜨거운 이슈를 다뤘다.

## 등장 인물

### 학생
- 이인혜 - 유다인 역
- 박광현 - 이세찬 역
- 오유나 - 배이경 역
- 조인성 - 김석주 역
- 장태성 - 이재민 역
- 서재경 - 조달식 역
- 이대건 - 강원석 역
- 이동욱 - 이강산 역
- 장양균 - 민병구 역
- 안성헌 - 박홍근 역 (24회~)
- 한희 - 최수현 역 (15회~)
- 채시아 - 박승아 역 (~13회)
- 이은영 - 조혜란 역
- 노성은 - 이나영 역
- 윤지헌 - 정유진 역 (4회~)
- 조다은 - 조영은 역
- 이주랑 - 서준희 역

### 교사
- 전원주 - 교감 전경희 역 (19회~)
- 안홍진 - 윤리교사 안영진 역 (18회~)
- 임성민 - 국어교사 임성민 역 (19회~)
- 이혜숙 - 수학교사 윤유란 역
- 박광정 - 영어교사 박광도 역
- 최성준 - 영어교사 이종수 역
- 최용민 - 사회교사 노일평 역
- 양희경 - 음악교사 양희정 역
- 이한위 - 체육교사 박복만 역
- 명계남 - 교감 명계남 역 (~18회)
- 조재현 - 국어교사 조재현 역 (~16회)
- 박주미 - 윤리교사 김정인 역 (~11회)

### 그 외 인물(게스트)
- 양미경 - 유다인의 어머니 유은경 역
- 김혜옥 - 강원석의 어머니
- 이종남 - 최수현의 어머니 (20회, 34회)
- 신동훈[2] - 박홍근의 아버지 (24회, 25회)
- 김성은 - 학생회장 신윤미 역
- 최강희 - 이민재 역. 사범대에 다니는 2년 선배, 이강산의 친구, 특별출연 (38회)
- 이광기 - 양희정의 옛 제자 이준구 역. 특별출연 (44회)
- 장근석 - 강원석의 남동생 (12회)
- 강기화 - 정아 역 (40회)
- 이지형 - 수진 역 (40회)
- 최우혁 - 김남구 역
- 김성준
- 기욤 패트리

## 수상 경력
- 2000년 KBS 연기대상 조연 연기상 - 양미경
- 2000년 KBS 연기대상 남자 신인상 - 박광현
- 2000년 KBS 연기대상 청소년상 - 조인성

## 같이 보기
- 학교 1
- 학교 2
- 학교 4
- 학교 5 : 2013
- 학교 6 : 후아유 2015
- 학교 7 : 2017
- 학교 8 : 2021